# Eh, Eh (Nothing Else I Can Say)
Eh, Eh (Nothing Else I Can Say) ist eine Pop-Ballade von Stefani Germanotta und Martin Kierszenbaum, die 2008 von der US-amerikanischen Popsängerin Lady Gaga für ihr Debütalbum The Fame aufgenommen wurde. Die Single erschien ausschließlich in Australien, Neuseeland und Frankreich als physisches Format. Eh, Eh (Nothing Else I Can Say) verzeichnet die dritte Singleauskopplung der Künstlerin.

## Kritik
Das Lied erhielt weitgehend schlechte Kritik. Es wurde als „trocken, leblos“ und als „schlechter Teil des Albums The Fame“ kritisiert.

## Hintergrund
Eh, Eh (Nothing Else I Can Say) entstammt der frühen Zusammenarbeit zwischen Lady Gaga und Vincent Herbert, des A&R Managers ihrer Plattenfirma Cherrytree Records bzw. Intercope Records in den USA. Die Single wurde erstmals am 10. Januar 2009 in Neuseeland veröffentlicht und erschien wenige Tage später am 30. Januar 2009 in Australien. Der Liedtext thematisiert das Ende einer Beziehung, die von Anfang an zum Scheitern verurteilt war.
Aufgrund der geringen Stückzahlen gilt die australische Pressung der Single als ein begehrtes Sammlerstück und erzielt bei Online-Auktionshäusern durchschnittlich über 200 Euro. Eh, Eh (Nothing Else I Can Say) war der am zweithäufigsten gespielte Titel im australischen Radio in der Woche vom 15. Dezember 2008.

## Musikvideo
Das Musikvideo von Eh, Eh (Nothing Else I Can Say) wurde von den 1950ern inspiriert. Es wurde am 9. Januar 2009 gedreht. Regisseur war Joseph Kahn. Am Anfang des Videos sieht man, wie Lady Gaga eine Vespa fährt. In den ersten 20 Sekunden wurden nur Männer, Lady Gaga und die gefilmt. In der ersten Hauptszene sieht man Gaga mit einigen Freunden lachen und Witze reißen, während sie auf dem Sitz steht. Danach sieht man Gaga in einem Bett schlafen, aufwachen und ihre pinken Highheels offenbaren. Lady Gaga singt und kocht für einen Mann im Haus, während sie tanzt. Zum Schluss wird Gaga in einem gelben Blumenkleid und gelber Armbanduhr gezeigt. Gaga meinte zum Video, dass sie „eine andere Seite von sich zeigen wollte - vielleicht eine häusliche 'girly' Seite“ und dass sie „ein Video erschaffen wollte, dass Löcher in die Gehirne aller Menschen brennt“.

## Kommerzieller Erfolg

### Chartplatzierungen
Eh, Eh (Nothing Else I Can Say) debütierte am 18. Januar 2009 in Australien auf Platz 38 durch hohe Downloadzahlen. In der Woche darauf kletterte das Lied auf Platz 32 und am 1. März 2009 wurde Eh, Eh Lady Gagas dritte Single, die es die australische Top-Twenty schaffte. Nach 13 Wochen in den australischen Charts wurde Eh, Eh mit Gold ausgezeichnet.
In Neuseeland debütierte Eh, Eh am 19. Januar 2009 auf Platz 40. Nach einigen Wochen in den Charts erreichte Eh, Eh seine Höchstposition auf Platz 9, wo es drei Wochen unverändert blieb und somit schließlich der dritte Top-Ten-Erfolg für Lady Gaga in Neuseeland wurde. Am 24. Mai 2009 wurde Eh, Eh schließlich auch in Neuseeland mit Gold ausgezeichnet. In Kanada erreichte das Lied durch Downloads Platz 68, flog aber in der darauffolgenden Woche aus den Charts. Währenddessen debütierte Eh, Eh am 2. April 2009 in Schweden auf Platz 20 und schaffte es auf den Platz 2 und in Dänemark stieg es auf Platz 28 ein und schaffte es bis auf Platz 14.

### Auszeichnungen für Musikverkäufe
| Land/Region               | Auszeichnungen für Musikverkäufe (Land/Region, Auszeichnung, Verkäufe) | Verkäufe |
| ------------------------- | ---------------------------------------------------------------------- | -------- |
| Australien (ARIA)         | Platin                                                                 | 70.000   |
| Dänemark (IFPI)           | Gold                                                                   | 15.000   |
| Neuseeland (RMNZ)         | Gold                                                                   | 7.500    |
| Schweden (IFPI)           | Gold                                                                   | 10.000   |
| Vereinigte Staaten (RIAA) | Gold                                                                   | 500.000  |
| Insgesamt                 | 4× Gold · 1× Platin ·                                                  | 602.500  |

Hauptartikel: Lady Gaga/Auszeichnungen für Musikverkäufe